# Singapur International 2014
Die Singapur International 2014 im Badminton fanden vom 19. bis zum 23. August 2014 in Singapur statt.

## Sieger und Platzierte
| Disziplin    | Gold                       | Silber                                          | Bronze                              |
| ------------ | -------------------------- | ----------------------------------------------- | ----------------------------------- |
| Herreneinzel | Loh Kean Yew               | Kantaphon Wangcharoen                           | Goh Giap Chin                       |
| Herreneinzel | Loh Kean Yew               | Kantaphon Wangcharoen                           | Andrew Smith                        |
| Dameneinzel  | Supanida Katethong         | Millicent Wiranto                               | Lydia Cheah Li Ya                   |
| Dameneinzel  | Supanida Katethong         | Millicent Wiranto                               | Grace Chua                          |
| Herrendoppel | Huang Po-jui Lu Ching-yao  | Jagdish Singh Roni Tan                          | Darren Isaac Devadass Ong Yew Sin   |
| Herrendoppel | Huang Po-jui Lu Ching-yao  | Jagdish Singh Roni Tan                          | Tien Jen-chieh Tien Tzu-chieh       |
| Damendoppel  | Naoko Fukuman Kurumi Yonao | Pacharapun Chochuwong Chanisa Teachavorasinskun | Apriani Jauza Fadhila Sugiarto      |
| Damendoppel  | Naoko Fukuman Kurumi Yonao | Pacharapun Chochuwong Chanisa Teachavorasinskun | Tan Wei Han Dellis Yuliana          |
| Mixed        | Terry Hee Tan Wei Han      | Loh Kean Hean Dellis Yuliana                    | Tan Chee Tean Shevon Jemie Lai      |
| Mixed        | Terry Hee Tan Wei Han      | Loh Kean Hean Dellis Yuliana                    | Vountus Indra Mawan Prajakta Sawant |